# Thorbjørn Jagland
Thorbjørn Jagland (nascido como Thorbjørn Johansen; Drammen, 5 de novembro de 1950) é um político norueguês que serviu como o primeiro-ministro da Noruega entre 1996 e 1997.

## Vida
Ele serviu como Secretário-Geral do Conselho da Europa de 2009 a 2019. Ele serviu como Primeiro-Ministro da Noruega de 1996 a 1997, como Ministro das Relações Exteriores de 2000 a 2001 e como Presidente do Storting de 2005 a 2009.  
Jagland estudou economia na Universidade de Oslo, mas não se formou. Iniciou sua carreira política na Liga da Juventude Operária, que liderou de 1977 a 1981. Foi secretário do partido de 1986 a 1992 e líder partidário de 1992 a 2002.
O gabinete de Jagland, embora de curta duração, foi marcado por controvérsias, com dois ministros sendo forçados a se retirar após escândalos pessoais. Jagland, que foi muito ridicularizado na mídia por suas citações e declarações e frequentemente retratado como incompetente, renunciou após a eleição de 1997, embora seu partido tenha obtido a maioria dos votos. Em 2010, um grupo de quarenta historiadores proeminentes classificou Jagland como o primeiro-ministro norueguês mais fraco desde o final da Segunda Guerra Mundial; dois anos antes, seu antecessor Gro Harlem Brundtland havia criticado seu primeiro-ministro em termos duros e descrito Jagland como "estúpido". Além disso, seu mandato como ministro das Relações Exteriores foi marcado por polêmicas, devido à sua percepção de falta de qualificação para o cargo e citações e declarações que foram consideradas inadequadas. Jagland foi  preterido quando Jens Stoltenberg formou seu segundo gabinete em 2005.
Em 2009, Jagland foi eleito secretário-geral do Conselho da Europa. Em 2014, ele foi reeleito por mais cinco anos. Seu mandato como secretário-geral foi controverso e ele foi acusado de inação contra a corrupção e de servilismo para com a Rússia de Putin. Jagland é membro do Comitê Norueguês do Nobel e será substituído em 2020;  ele serviu anteriormente como seu presidente.